# フリードリヒ2世 (メクレンブルク公)
フリードリヒ2世（ドイツ語: Friedrich II.、1717年11月9日 - 1785年4月24日）は、神聖ローマ帝国の領邦国家であるメクレンブルク＝シュヴェリーン公国の君主（在位：1756年 - 1785年）。

## 生涯
メクレンブルク＝シュヴェリーン公クリスティアン・ルートヴィヒ2世とグスタフェ・カロリーネ・フォン・メクレンブルク＝シュトレーリッツの長男として、シュヴェリーンで生まれた。若い頃は知的と霊的教育の両方で大おばのアウグスタ・フォン・メクレンブルク＝シュヴェリーンの影響を受け、特に敬虔主義を深く信奉するようになった。
父が1756年に死去すると、フリードリヒ2世はメクレンブルク＝シュヴェリーン公位を継承した。継承直後には七年戦争に巻き込まれた。敬虔主義を支援したフリードリヒ2世は学校教育と織物業を推進、酷刑を廃止した。1764年に住居をシュヴェリーンからルートヴィヒスルスト城に移した。翌1765年に建築家ヨハン・ヨアヒム・ブッシュ（Johann Joachim Busch）に帝国教会（1770年に完成、現存する）の建造を命じ、1772年から1776年までルートヴィヒスルスト城の拡張工事を続けた。
1785年に死去した。息子がいなかったため公位は弟ルートヴィヒの子フリードリヒ・フランツ1世が継承した。

## 家族
1746年、シュヴェートでヴュルテンベルク公子フリードリヒ・ルートヴィヒの娘ルイーゼ・フリーデリケ・フォン・ヴュルテンベルクと結婚した。2人は4女をもうけたが、4人とも若くして死去した。